# テルノーピリ
テルノーピリ（ウクライナ語: Тернопіль [terˈnɔp⁽ʲ⁾ilʲ] ( 音声ファイル)）はウクライナの西部、テルノーピリ州の中央に位置する都市で、同州の州庁所在地である。1540年にセレト川の河岸に建設された。テルノーピリは西ウクライナの主要道路と鉄道の交差点である。
1944年までのテルノーピリの市名は「タルノーポリ」（ロシア語: Тарнополь）であった。

## 歴史
テルノーピリは初めて史料に出現するのは、1540年の頃である。その年、ポーランド王国のジグムント1世は、クラクフの城代ならびにポーランド王国大ヘトマンであったヤン・タルノフスキにこの地方を領地として授け、町を創るように命じた。町は「タルノフスキ家の街」を意味するタルノーポリと名づけられた。
- 1548年、ポーランド国王はタルノーポリの都市法を認め、市民に15年以降の租税が免除して毎日に市を開くことを許した。
- 17世紀半ば、フメリニツキーの乱の折に、都市はウクライナ・コサックの軍の手に堕ちた。
- 1772年、タルノーポリはポーランド・リトアニア分割によってオーストリア帝国の領となった。
- 1918年末、都市は西ウクライナ人民共和国の首都、さらに1919年、短命のガリツィア社会主義共和国の首都となった。ウクライナ人はこの町をウクライナ風の発音で「テルノーピリ」と呼んだ。
- 1922年、タルノーポリはポーランド共和国の17郡を含むタルノーポリ県の県庁所在地となった。
- 1939年、ポーランド侵攻によってポーランドがナチス・ドイツとソ連に分割占領される。12月4日、ウクライナ・ソビエト社会主義共和国に編入された。
- 1944年、この州の正式名称がウクライナ風の「テルノーピリ」に変更された。
- 1952年、ポーランド人民共和国が成立したが、この地がポーランドに復帰することはなかった。
- ウクライナの独立により、同国のテルノーピリ州の州庁所在地となった。

## 姉妹都市
- ヨンカーズ、アメリカ合衆国 1991年
- スリヴェン、ブルガリア 2002年
- ホジュフ、ポーランド 2007年
- バトゥミ、ジョージア 2011年
- ティラスポリ、モルドバ 2011年

## 教育
- 西ウクライナ国立大学
- テルノーピリ国立医科大学
- テルノーピリ国立教育大学
- テルノーピリ国立工科大学

## リンク
- テルノーピリ市役所の公式サイト （ウクライナ語）